# Комуністична партія Казахстану (СРСР)
Комуністична партія Казахстану — комуністична партія у складі КПРС. Правляча політична партія Казахської РСР.

## Історія
До 1921 року в Казахстані був відсутній єдиний партійний центр більшовиків, однак була база у вигляді створеної у червні 1918 року Комуністичної партії Туркестану, до якої увійшли партійні організації Сирдар'їнської, Семиреченської, частини Тургайської та Уральської областей. 30 квітня 1920 року ЦК РКП (б) створив Киргизьке обласне бюро РКП (б), до якого увійшли Авдєєв, Айтієв, Алібеков, Арганчєєв, Джангільдін, Мурзагалієв, Пєстковський. З 11 до 18 червня 1921 року в Оренбурзі відбулась I Киргизька обласна партійна конференція, яка обрала обком партії. У квітні 1922 року було створено Киргизьке бюро ЦК РКП (б).
В рамках «Ленінського заклику до партії» 1924 року до партії було прийнято близько 8 тис. чоловік, в тому числі понад 6 тис. робітників та велика кількість батраків. Відповідно до рішення ЦК РКП(б) від 19 лютого 1925 року обком було перейменовано на крайком. У зв'язку зі створенням Казахської РСР 1936 року ЦК ВКП(б) 23 квітня 1937 перетворив крайову партійну організацію на Комуністичну партію (більшовиків) Казахстану. I з'їзд комуністів республіки у червні 1937 року завершив оформлення КП(б)К.
Під час Німецько-радянської війни у 1941–1945 роках партія проводила організаційно-тилову роботу, 82 тис. (близько двох третин) комуністів республіки пішли до лав Червоної Армії, у той самий час до лав КПК вступило 128 559 чоловік.
До січня 1972 року у складі КПК налічувалось понад 595 тисяч членів, на 1 січня 1990 року — 866 тисяч членів.
Партію було розпущено після Серпневого путчу 1991 року. Наступником стала новостворена 1998 року Комуністична партія Казахстану.

## Керівництво партії

### Перші секретарі ЦК Комуністичної партії Казахстану
- Мірзоян Левон Ісайович (9 червня 1937 — 15 травня 1938)
- Скворцов Микола Олександрович (в.о. 1-го секретаря) (15 травня 1938 — 14 липня 1938)
- Скворцов Микола Олександрович (14 липня 1938 — 13 липня 1945)
- Борков Геннадій Андрійович (13 липня 1945 — 22 червня 1946)
- Шаяхметов Жумабай (22 червня 1946 — 6 лютого 1954)
- Пономаренко Пантелеймон Кіндратович (6 лютого 1954 — 6 серпня 1955)
- Брежнєв Леонід Ілліч (6 серпня 1955 — 6 березня 1956)
- Яковлєв Іван Дмитрович (6 березня 1956 — 26 грудня 1957)
- Бєляєв Микола Ілліч (26 грудня 1957 — 19 січня 1960)
- Кунаєв Дінмухамед Ахмедович (19 січня 1960 — 26 грудня 1962)
- Юсупов Ісмаїл Абдурасулович (26 грудня 1962 — 7 грудня 1964)
- Кунаєв Дінмухамед Ахмедович (7 грудня 1964 — 16 грудня 1986)
- Колбін Геннадій Васильович (16 грудня 1986 — 22 червня 1989)
- Назарбаєв Нурсултан Абішевич (22 червня 1989 — вересень 1991)

### Другі секретарі ЦК Комуністичної партії Казахстану
- Нурпеїсов Садик (9 червня 1937 — 14 квітня 1938)
- Скворцов Микола Олександрович (в.о. 2-го секретаря) (14 квітня 1938 — 15 травня 1938)
- Дауленов Салькен Дауленович (14 липня 1938 — 17 червня 1939)
- Шаяхметов Жумабай (17 червня 1939 — 22 червня 1946)
- Круглов Сергій Іванович (22 червня 1946 — 15 грудня 1951)
- Афонов Іван Ілліч (18 грудня 1951 — 6 лютого 1954)
- Брежнєв Леонід Ілліч (6 лютого 1954 — 6 серпня 1955)
- Яковлєв Іван Дмитрович (6 серпня 1955 — 6 березня 1956)
- Журін Микола Іванович (3 квітня 1956 — 26 грудня 1957)
- Карібжанов Фазил Карімович (26 грудня 1957 — 19 січня 1960)
- Родіонов Микола Миколайович (19 січня 1960 — 26 грудня 1962)
- Соломенцев Михайло Сергійович (26 грудня 1962 — 7 грудня 1964)
- Титов Віталій Миколайович (5 квітня 1965 — 24 лютого 1971)
- Мєсяц Валентин Карпович (26 лютого 1971 — 27 квітня 1976)
- Коркін Олександр Гаврилович (3 серпня 1976 — 12 грудня 1979)
- Мірошхін Олег Семенович (12 грудня 1979 — 10 січня 1987)
- Кубашев Сагідулла Кубашевич (10 січня 1987 — 1 листопада 1988)
- Мендибаєв Марат Самійович (1 листопада 1988 — 12 вересня 1989)
- Ануфрієв Владислав Григорович (12 вересня 1989 — вересень 1991)

### Секретарі ЦК Комуністичної партії Казахстану
- Дауленов Салькен Дауленович (в.о. 3-го секретаря) (27 лютого 1938 — 14 липня 1938)
- Шаяхметов Жумабай (3-й секретар) (14 липня 1938 — 17 червня 1939)
- Салін Мінайдар Салімович (3-й секретар) (17 червня 1939 — 15 лютого 1943)
- Важник Яків Якович (із кадрів) (17 червня 1939 — 15 червня 1940)
- Кулітов Джек Галіакпарович (із пропаганди) (17 червня 1939 — 15 червня 1940)
- Важник Яків Якович (із пропаганди) (19 червня 1940 — 26 червня 1941)
- Дудкін Олексій Герасимович (із кадрів) (19 червня 1940 — серпень 1943)
- Бузурбаєв Габдулла Уразбайович (із пропаганди) (26 червня 1941 — 26 грудня 1941)
- Досимов Єсен Досимович (із харчової промисловості) (26 червня 1941 — 5 червня 1942)
- Уразалін Нугумар Кольдибайович (із промисловості) (26 червня 1941 — 24 січня 1942)
- Дьомкін Леонід Григорович (із торгівлі та громадського харчування) (26 червня 1941 — серпень 1943)
- Абабков Тихон Іванович (із кольорової металургії) (26 червня 1941 — серпень 1943)
- Абдикаликов Мухамеджан Абдикаликович (із пропаганди) (24 січня 1942 — 11 березня 1948)
- Шахшин Мусатай (із промисловості) (24 січня 1942 — 30 червня 1943)
- Койшигулов Ахмеджан (із оборонної промисловості) (24 січня 1942 — серпень 1943)
- Кадирбеков Габіт Анабайович (із транспорту) (24 січня 1942 — серпень 1943)
- Матюшин Сергій Васильович (із вугільної промисловості) (24 січня 1942 — 9 липня 1942)
- Погребак Іван Павлович (із вугільної промисловості) (9 липня 1942 — 15 лютого 1943)
- Чадіяров Габдулгалім Абільхаїрович (із електростанцій) (9 липня 1942 — серпень 1943)
- Боголюбов Микола Семенович (3-й секретар) (15 лютого 1943 — серпень 1943)
- Каржаубаєв Габдулла Шалкарович (із вугільної промисловості) (15 лютого 1943 — серпень 1943)
- Шахшин Мусатай (із тваринництва) (30 червня 1943 — серпень 1943)
- Шахшин Мусатай (3-й секретар) (серпень 1943 — 1944)
- Суколенов Павло Григорович (із кадрів) (серпень 1943 — 9 квітня 1944)
- Яковлєв Сергій Якович (із кадрів) (9 квітня 1944 — 25 лютого 1949)
- Койшигулов Ахмеджан (3-й секретар) (1944 — 18 березня 1947)
- Каржаубаєв Габдулла Шалкарович (3-й секретар) (18 березня 1947 — 25 лютого 1949)
- Омаров Ільяс Омарович (із пропаганди) (11 березня 1948 — 25 лютого 1949)
- Каржаубаєв Габдулла Шалкарович (березень 1949 — вересень 1952)
- Яковлєв Сергій Якович (березень 1949 — вересень 1952)
- Омаров Ільяс Омарович (березень 1949 — 17 жовтня 1951)
- Сужиков Мухамедгалі Аленович (17 жовтня 1951 — 10 червня 1954)
- Карібжанов Фазил Карімович (19 лютого 1954 — 26 грудня 1957)
- Тажиєв Ібрагім Тажийович (19 лютого 1954 — 25 квітня 1959)
- Успанов Курмангалій Успанович (1955 — 12 січня 1957)
- Джандільдін Нуримбек Джандільдінович (12 січня 1957 — 11 червня 1965)
- Мельник Григорій Андрійович (26 грудня 1957 — 24 жовтня 1959)
- Козлов Георгій Олексійович (25 квітня 1959 — 22 січня 1966)
- Юсупов Ісмаїл Абдурасулович (24 жовтня 1959 — 26 грудня 1962)
- Соколов Тихон Іванович (19 січня 1960 — 19 березня 1963)
- Байгалієв Рахім Байгалійович (26 грудня 1962 — 5 квітня 1965)
- Коломієць Федір Степанович (26 грудня 1962 — 14 жовтня 1965)
- Мельник Григорій Андрійович (19 березня 1963 — 24 лютого 1971)
- Колебаєв Олексій Семенович (5 квітня 1965 — 25 квітня 1975)
- Імашев Саттар Нурмашевич (11 червня 1965 — 12 грудня 1979)
- Іксанов Мустахім Белялович (26 лютого 1971 — 25 квітня 1975)
- Севрюков Василь Кузьмич (26 лютого 1971 — 15 липня 1975)
- Коркін Олександр Гаврилович (25 квітня 1975 — 3 серпня 1976)
- Коспанов Шапет Коспанович (25 квітня 1975 — 18 грудня 1978)
- Климов Олександр Іванович (15 липня 1975 — 25 березня 1980)
- Мірошхін Олег Семенович (17 листопада 1976 — 12 грудня 1979)
- Трофимов Юрій Миколайович (18 грудня 1978 — 27 березня 1985)
- Назарбаєв Нурсултан Абішевич (12 грудня 1979 — 27 квітня 1984)
- Башмаков Євген Федорович (25 березня 1980 — 14 березня 1987)
- Камаліденов Закаш Камаліденович (25 березня 1980 — 30 березня 1982)
- Казибаєв Какімжан Казибайович (30 березня 1982 — 10 грудня 1985)
- Турисов Каратай Турисович (27 квітня 1984 — 4 квітня 1986)
- Рибников Олександр Петрович (27 березня 1985 — 27 липня 1987)
- Камаліденов Закаш Камаліденович (10 грудня 1985 — 9 лютого 1988)
- Давлетова Людмила Єльматівна (3 липня 1986 — 12 вересня 1989)
- Мещеряков Юрій Олексійович (14 березня 1987 — 1 листопада 1988)
- Уржумов Станіслав Вікентійович (27 липня 1987 — 1 листопада 1988)
- Джанібеков Узбекалі Джанібекович (9 лютого 1988 — вересень 1991)
- Ануфрієв Владислав Григорович (1 листопада 1988 — 12 вересня 1989)
- Асанбаєв Єрік Магзумович (12 вересня 1989 — 29 травня 1990)
- Двуреченський Валентин Іванович (12 вересня 1989 — 11 лютого 1991)
- Байжанов Сабіт Муканович (9 червня 1990 — вересень 1991)